# Зґвалтування в Кагарлику
Зґвалтування в Кагарлику — злочин, скоєний 23 травня 2020-го року працівниками поліції міста Кагарлик на Київщині, що спричинило суспільний резонанс. Поліціянти катували та зґвалтували жінку, яку доставили як свідка в іншому злочині, у поліцейському відділку. Сергія Сулиму та Миколу Кузіва засуджено до 11 років ув'язнення.

## Перебіг подій
23 травня двоє поліціянтів доставляли до відділку поліції свідка крадіжки, місцеву жінку 1994-го року народження.
В ніч на 24 травня оперуповноважений у своєму службовому кабінеті застосував до жінки тортури. Він надягав їй на голову протигаз, застосовував кайданки та стріляв з табельної зброї над головою жінки, після чого кілька разів зґвалтував її. У відділку її було побито і кілька разів зґвалтовано, наступного дня жінка звернулась до місцевої лікарні.
Крім цього, поліціянти застосували фізичну силу до чоловіка, який також перебував у відділку. Погрожуючи йому зґвалтуванням, вони ставили його на коліна, били по голові гумовим кийком, надягали протигаз та стріляли з пістолета над головою. У результаті потерпілому зламали ребра та ніс.[джерело?]

## Персони
Злочинці:
- Микола Кузів — колишній начальник сектору кримінальної поліції Кагарлицького ВП Обухівського відділу, народився 1985 року в Трускавці. Має дружину й двох синів.
- Сергій Сулима — оперуповноважений (1991 р.н.)[5]. Народився в селі Красна Слобідка в Київській області, одружений.

Постраждалі: 
- Жінка 1994-го року народження.

## Розслідування
Почато кримінальне провадження за ст. 152 Кримінального кодексу України. 25 травня двох співробітників відділу поліції було затримано й поміщено до СІЗО. Слідчі ДБР готували їм підозри. Їм інкримінують статті «Зґвалтування», «Катування» і «Перевищення влади або службових повноважень працівником правоохоронного органу». ДБР вимагає арешту без можливості внесення застави.
Комітет ВРУ з питань правоохоронної діяльності планує розглядати справу в закритому засіданні, заявленою причиною була неприпустимість розголошення відомостей справи.
22 червня Київський апеляційний суд лишив під вартою підозрюваних поліціянтів щонайменше до 22 липня. У підозрюваних у примусово взяли біоматеріал для експертиз. Заарештовані заперечують свою провину.
2 липня підозру у тортурах та зґвалтуванні було вручено ще двом поліціянтам з Караглика, один з них — оперуповноважений того ж відділення поліції. У ДБР пояснили, що після початку розслідування вони отримали скарги щодо інших фактів катувань у цьому відділенні поліції.
3 липня Голосіївський суд Києва обрав запобіжний захід ще двом підозрюваним у тортурах працівникам Кагарлицького відділення.
11 вересня представники ДБР заявили, що практично всі експертизи у справі було завершено, а матеріали найближчим часом мають бути передані до суду.
27 жовтня Голосіївський суд Києва відпустив під домашній арешт колишнього поліціянта Ярослава Леваднюка, що був одним із підозрюваних.
17 листопада розслідування було завершено. Було виявлено, що «поліціянти» застосовували тортури до свідків та підозрюваних, позбавляли їх волі, знущалися, били, ґвалтували. Керівник відділення знав про ці методи роботи, проте жодним чином на них не реагував.
2 грудня справу про тортури та зґвалтування було передано до суду.
24 травня 2023 року Сергія Сулиму та Миколу Кузіва засуджено до 11 років ув'язнення. Оперуповноважений та начальник одного із секторів Кагарлицького відділення поліції Ярослав Леваднюк та Євген Трохименко, яких підозрюють у в катуванні, а також очільник відомства Сергій Панасенко, який знав про знущання, які коять його підлеглі, але не заважав їм, перед оголошенням вироку «мобілізувались» до ЗСУ.

## Наслідки
До Кагарлика було відряджено представників обласного управління поліції на чолі з помічником начальника ГУНП Дмитром Литвином, має виконувати обов'язки начальника місцевої поліції. Весь особовий склад відділу поліції виведено поза штат для подальшої атестації кожного працівника. Натомість представники МВС виключили масову переатестацію поліціянтів після трагедії. Заступник Авакова Антон Геращенко пояснив це тим, що «масові переатестації можуть пропустити поганих людей вперед, а хороших — звільнити через необ'єктивні причини».
Окрім того, Геращенко заявив, що відставка Авакова, як керівника міністерства, яке викликає стільки критики, «не обґрунтована». Близько 60 працівників відділку було виведено в позаштат, натомість планувалось набрати нових поліціянтів.
4 червня було повністю скорочено штат поліції Кагарлика. 4 співробітників звільнено, 5 тимчасово відсторонено та 10 притягнуто до дисциплінарної відповідальності.